# HD 45364
HD 45364 — одиночная звезда в созвездии Большого Пса на расстоянии приблизительно 112 световых лет (около 34,4 парсек) от Солнца. Видимая звёздная величина звезды — +8,08m. Возраст звезды оценивается как около 11,859 млрд лет.
Вокруг звезды обращается, как минимум, две планеты.

## Характеристики
HD 45364 — оранжево-жёлтый карлик спектрального класса G0, или G8V, или G8, или K0V. Масса — около 0,98 солнечной, радиус — около 0,9 солнечного, светимость — около 0,637 солнечной. Эффективная температура — около 5445 К.
HD 45364 имеет слабую хромосферную активность, она достаточно медленно вращается вокруг собственной оси — 1 км/с.

## Планетная система
В 2009 году группа астрономов, работающих со спектрографом HARPS, анонсировала открытие двух планет HD 45364 b и HD 45364 c. Они принадлежат к классу так называемых прохладных гигантов: их массы равны 0,18 и 0,65 масс Юпитера соответственно. Обе они обращаются на комфортном расстоянии (то есть на их спутниках может быть жидкая вода) от родительской звезды: планета HD 45364 b — на расстоянии 0,68 а.е., совершая полный оборот за 226 суток, а планета HD 45364 c — на расстоянии 0,89 а.е. с орбитальным периодом 342 суток. Центр обитаемой зоны расположен в системе на расстоянии 0,75 а.е.
В 2019 году учёными, анализирующими данные проектов HIPPARCOS и Gaia, у звезды обнаружена планета HIP 30579 d.